# Maintenance proactive
 (août 2023).
La maintenance proactive consiste à identifier et à supprimer la cause première des défaillances et à empêcher la réapparition de ces dernières.

## Origines
La maintenance proactive a été définie par Jim C. Fitch dans son article « Proactive maintenance. The cost-reduction strategy for the 90s », paru dans la livraison de juin 1992 de la revue Diesel & Gas Worldwide. Elle ne possède pas cependant de définition normative.

## Différences entre maintenance proactive et maintenance prévisionnelle
La maintenance proactive (dite aussi « maintenance active » par Philippe Arquès) est distincte de la maintenance prévisionnelle.
La maintenance proactive, qui est une maintenance en temps réel, a pour objectif d'étendre la durée de vie de la machine par la surveillance de l'état, du comportement de celle-ci et par la correction de l'origine des causes de défaillance.
La maintenance prévisionnelle, pour sa part, a pour objectif d'augmenter la durée de vie d'une machine par une rénovation ou un échange programmé des éléments en fin de vie.
Dans le cas du graissage d'une machine, la maintenance active prendra en considération la transparence ou le trouble de l'huile au repos, le comptage des particules combiné à une analyse de la composition de l'huile, la mesure de la viscosité, l'évaluation de la qualité de la lubrification et la nécessité d'additifs. La maintenance prévisionnelle, quant à elle, s'appuiera sur l'observation de l'abrasion, de l'adhésivité, de l'érosion et de la cavitation, ainsi que des vibrations de toute nature, pour déterminer le degré d'usure et de fatigue des surfaces. Un échange programmé de composants sera effectué dès que l'état des surfaces pénalisera les performances.
En l'absence d'une maintenance prévisionnelle, les fuites, vibrations, coincements entraîneront des défaillances de fin de vie et, partant, des pertes de performance, des désalignements et une chute d'efficacité.

## Exemples de maintenance proactive
Le groupe SKF, premier fournisseur mondial de produits, solutions et services dans le domaine des roulements, propose aux entreprises une méthode de maintenance proactive en quatre étapes :
- La première consiste à mettre au point pour le demandeur un système de maintenance prévisionnelle à partir de l'analyse vibratoire et la surveillance des roulements, la thermographie, l'analyse de la lubrification.
- La deuxième se propose d'établir un diagnostic des causes des problèmes et de déterminer des actions de maintenance corrective (réalignement d'une machine, vidange du lubrifiant, remplacement d'une pièce usagée avec, éventuellement, analyse physique pour déterminer la cause première (en anglais root cause) de la défaillance).
- La troisième consiste à établir des indicateurs de performance (en anglais key performance indicators ou KPI) couvrant une gamme étendue de facteurs allant de la performance des roulements à la disponibilié des équipements de l'entreprise.
- La quatrième se résume à l'établissement d'un programme de suivi des performances.

Ce programme de maintenance proactive peut concerner toute une usine ou seulement une section précise de celle-ci, sujette à des défaillances récurrentes.
La société d'informatique DELL propose une maintenance proactive des ressourcess informatiques. Au moyen d'évaluations planifiées, d'une gestion simplifiée des correctifs, de rapports détaillés, la maintenance proactive de DELL permet de réduire les temps d'arrêts imprévus, de diminuer le coût total de possession, d'abaisser le temps de restauration à la suite d'un incident technique.